# Cristian Stanca
Cristian Stanca (n. 5 aprilie 1959, Râmnicu Vâlcea) este un actor român.
Este angajat la Teatrul Național „Radu Stanca” din Sibiu. A absolvit Facultatea de Teatru și Televiziune, secția Actorie din cadrul Universității „Babeș-Bolyai” din Cluj Napoca. În anul 2011 obține diploma de master în Arta interpretării caracterelor dramatice. Din anul 1993 participă activ în Festivalul Internațional de Teatru de la Sibiu, ca actor dar și ca organizator.

## Activitate profesională

### Teatru
- 1982 – Ilegalistul, în „La Colorado, aproape de stele”, de Doru Moțoc, regia Constantin Dinischiotu.
- 1983 – Episcopul, în „Lăpușneanul”, de Costache Negruzzi, adaptare de Horia Lovinescu și Dan Micu, regia Dan Micu – Festivalul Teatrelor Balcanice, Corint (Grecia) – Premiul pentru cel mai bun spectacol.
- 1983 – Tovarășul Manu, în „Puterea și adevărul”, de Titus Popovici, regia Goange Marinescu.
- 1984 – Anzoletto, în „Piațeta”, de Carlo Goldoni, regia Silviu Purcărete.
- 1984 – Panait, în „Concurs de frumusețe”, de Tudor Popescu, regia Goange Marinescu.
- 1985 – XX, în „Emigranții”, de Slavomir Mrozeck, regia Silviu Purcărete.
- 1986 – asistență regie la „Iona”, de Marin Sorescu, regia Silviu Purcărete.
- 1988 – roluri episodice, în „Noaptea marilor speranțe”, de Tudor Popescu, regia Silviu Purcărete.
- 1990 – Domnul Banks, în „Mary Popins”, de P.L. Travers, regia Andrei Brădeanu.
- 1991 – Humphrey Bogart, în „Cum se cuceresc femeile”, de Woody Allen, regia Goange Marinescu.
- 1992 – Ipolit, în „Revelion la baia de aburi”, de Elder Reazanov, regia Goange Marinescu.
- 1993 – Nutto, Rustico, Cerbul, Messer, în „Decameron 645...”, dramatizare după Boccacio de Silviu Purcărete, regia Silviu Purcărete – Premiul UNITER pentru cel mai bun spectacol și Premiul pentru cea mai bună regie FITS.
- 1994 – Domnul Jeronte, în „Aventurile lui Scapin”, de Moliere, regia Dan Micu.
- 1994 – roluri episodice în „Crăiasa Zăpezilor”, Hans Christian Andersen, regia Cristian Ioan.
- 1994 – Militarul fanfaron, în „Militarul fanfaron”, de Plaut, regia Adrian Roman.
- 1995 – Talpa Iadului, în „Ivan Turbincă”, de Ion Creangă, regia Cristina Nițulescu.
- 1995 – Comandantul egiptenilor, în „Danaidele”, de Eschil, regia Silviu Purcărete.
- 1996 – Grasul, în „În larg”, de Slavomir Mrozeck, regia Goange Marinescu.
- 1996 – Picasso, în „Picasso – Outlandos d’amour”, de Horațiu Mihaiu, regia Horațiu Mihaiu.
- 1996 – Povestitorul, în „Harababura”, colaj de Diana Deleanu, regia Eugen Cristea.
- 1997 – Contele, în „Jocul”, de August Strindberg, regia Monica Teodorescu.
- 1998 – Directorul Hotelului, în „Și miniștrii calcă strâmb”, de Ray Cooney, regia Cristian Ioan.
- 1999 – Ducele cel Bun, în „Cum vă place”, de William Shakespeare, regia Jonathan Chadwick.
- 2000 – roluri episodice, în „La kilometru”, după Ion Luca Caragiale, regia Cornelius Păvăloiu.
- 2001 – Massrour și asistență regie, în „Pilafuri și parfum de măgar”, după 1001 de nopți, regia Silviu Purcărete.
- 2003 – Un personaj și asistență regie în „Cumnata lui Pantagruel”, omagiu Rabelais, regia Silviu Purcărete.
- 2004 – Uriașul, în „Duhuri bune, duhuri rele”, regia Marian Râlea.
- 2004 – Vestitorul, în „Perșii”, de Eschil, regia Mihai Măniuțiu.
- 2005 – Froggy, bucătarul, în „Hamlet în sos picant”, de Aldo Nicolaj, regia Robert Raponja.
- 2006 – Pozzo, în „Așteptându-l pe Godot”, de Samuel Becket, regia Silviu Purcărete.
- 2007 – Șeful de mină, Doctorul, Vecinul, Gangsterul etc, „Viața cu un idiot”, de Victor Erofeev, regia Andryi Zholdak.
- 2007 – „Metamorfoze”, după Ovidiu, regia Silviu Purcărete.
- 2007 – Lupul, Domnul Diavol și coordonator proiect în „Faust” [nefuncțională]
, de Goethe, regia Silviu Purcărete.
- 2008 – Doctor Goll, Rodrigo, în „Lulu”, de Frank Wedekind, regia Silviu Purcărete.
- 2009 – Hamm, în „Sfârșit de partidă” de Samuel Beckett, regia Charles Muller.
- 2009 – Bărbatul din autobuz/rocker/marinar, în „Breaking the Waves sau Viața binecuvântată a lui Bess”, adaptare scenică de Sanda Anastasof după un scenariu de Lars von Trier, regia Radu Alexandru Nica.
- 2009 – Tipul cu chelie în „Plastilina”, de Vasili Sigariev, regia Vlad Massaci.
- 2010 – Carlos Homenides de Histangua, în „Puricele în ureche”, de Georges Feydeau, regia Șerban Puiu.
- 2010 – Eliser în „Berlin Alexanderplatz”, după Alfred Döblin, regia Dragoș Galgoțiu.
- 2011 – Domnul Franklin, în „Îmi place cum miroși”, după Neil Simon, regia Șerban Puiu.
- 2011 – Ipistatul și asistență regie în „D'ale carnavalului”, după Ion Luca Caragiale, regia Silviu Purcărete.
- 2011 – Regele Mabolo, în „Insula”, de Gellu Naum, regia Vlad Massaci.
- 2011 – Colonelul Nalenc, în „Ultima zi a tinereții”, după Tadeusz Konwicki, regia Yuri Kordonsky.
- 2012 – Jonathan Swift, în „Călătoriile lui Gulliver”, după Jonathan Swift, regia Silviu Purcărete.
- 2012 – Porfiri Semionovici Glagolîev, în „Platonov”, după A.P. Cehov, regia Alexandru Dabija.
- 2014 – Creon, în „Oidip”, după Sofocle, regia Silviu Purcărete.
- 2016 – Poetul, în „Moroi”, texte de Cătălin Ștefănescu și Ada Milea, regia Alexandru Dabija.
- 2016 – Izsák, în „Orb de mină”, de Csaba Székely, regia Bogdan Sărătean.
- 2018 – Managerul teatrului, în „Povestea prințesei deocheate”, scenariu de Silviu Purcărete inspirat din Sakura Hime Azuma Bunshô, de Tsuruya Nanboku al IV-lea, regia Silviu Purcărete.
- 2018 – Comandorul, în „Bărbate, treci la fapte”, de Ray Cooney și John Chapman, regia Șerban Puiu.
- 2019 – Troy Whitworth, în „Ierusalim”, de Jezz Butterford, regia Bogdan Sărătean.
- 2019 – Bătrânul, în „Electra”, după Sofocle, regia Mihai Măniuțiu.
- 2019 – Grig, în „Steaua fără nume”, de Mihail Sebastian, regia Vlad Popescu.
- 2022 – Doamna în negru cu cățelul, în „Jocuri, vorbe, greieri”, regia Siviu Purcărete

### Film
- 2009 – Popescu Barză, în „Undeva la Palilula”, scenariul și regia Silviu Purcărete
- 2012 – narator, în „Draco - chipurile de piatră”, regia Octavian Repede
- 2015 – Orzan, în „Chuck Norris vs comunism”, regia Ilinca Călugăreanu
- 2018 – Prefectus Cornelius Fulvius, în 141 A.D. Mission in Dacia, regia Octavian Repede

## Participări în festivaluri
- 1983 – Festivalul de Teatru Balcanic, Corint – Grecia: „Lăpușneanul”
- 1994 – BITEF – Iugoslavia: „Decameron 645...”
- 1994 – Irish Theatre Festival, Dublin – Irlanda: „Decameron 645...”
- 1994, 1996, 2002, 2003, 2004, 2006, 2007 – Festivalul Național de Teatru „I.L.Caragiale”
- 1995 –  Wienerfestwochen, Viena – Austria: „Danaidele”
- 1996 – Festival d’Avignon – Franța: „Danaidele”
- 1996 – Holland Festival, Amsterdam – Olanda: „Danaidele”
- 1997 – Festivalul de Teatru Sf. Gheorghe: „Decameron 645...”
- 1997 – Lincoln Center Festival, New York – SUA: „Danaidele”
- 1998 – Donau Fest, Ulm – Germania: „Decameron 645...”
- 1993, 1996, 2001, 2003, 2004, 2005, 2006, 2007, 2008, 2009, 2010 – Festivalul Internațional de Teatru de la Sibiu
- 2002, 2004 – Festivalul de Teatru Clasic Arad: „Pilafuri și parfum de măgar” și „Cumnata lui Pantagruel”
- 2002 – Donau Fest, Ulm – Germania: „Pilafuri și parfum de măgar”
- 2002 – Freiburg – Germania: „Pilafuri și parfum de măgar”
- 2003 – Sankt Petersburg Festival – Rusia: „Pilafuri și parfum de măgar”
- 2004 – Chaud de Coupe, Cognac – Franța: „Cumnata lui Pantagruel”
- 2004 – Festivalul UTE Porto – Portugalia: „Cumnata lui Pantagruel”
- 2005 – Festivalul UTE Roma, Italia: „Cumnata lui Pantagruel”
- 2006 – Festivalul Internațional de Teatru Interferențe - Cluj: „Așteptându-l pe Godot”
- 2006 – Festivalul de Teatru Latino-American, Bogota, Columbia: „Cumnata lui Pantagruel”
- 2007 – SPAF – Seoul Performing Arts Festival, Coreea de Sud: „Așteptându-l pe Godot”
- 2007 – Luxembourg Capitală Culturală Europeană: „Metamorfozele”
- 2008 – Napoli Teatro Festival Italia: „Cumnata lui Pantagruel”
- 2008 – Frankfurt a.M., Germania: „Faust”
- 2008 – Festival Ex Ponto, Ljubljana, Slovenia: „Cumnata lui Pantagruel”
- 2008 – Zagreb World Theatre Festival, Croația: „Așteptându-l pe Godot”
- 2009 – Festivalul Primăverii, Budapesta, Ungaria: „Lulu”
- 2009 – International Blacksea Theatre Festival, Trabzon, Turcia: „Așteptându-l pe Godot”
- 2009 – International Blacksea Theatre Festival, Trabzon, Turcia: „Cumnata lui Pantagruel”
- 2009 – Edinburgh International Festival, Edinburgh, Scotland: „Faust”
- 2009 – MOT International Theatre Festival, Skopje, Macedonia: „Cumnata lui Pantagruel”
- 2009 – Baltic House International Theatre Festival, Sankt Petersburg, Rusia: „Viața cu un idiot”
- 2009 – Turku City Theatre & Espoo City Theatre, Finlanda: „Viața cu un idiot”
- 2010 – MESS International Theatre Festival, Sarajevo, Bosnia: „Viața cu un idiot”
- 2010 – Festivalul Național de Teatru București, România: „Breaking the Waves sau Viața binecuvântată a lui Bess”
- 2011 – Festivalul Național de Teatru București, România: „D'ale carnavalului”
- 2012 – Festivalul Primăverii, Budapesta, Ungaria: „D'ale carnavalului”
- 2012 – Festivalul Iberoamerican de Teatru, Bogota, Columbia: „Așteptându-l pe Godot”
- 2012 – Edinburgh International Festival, Edinburgh, Scotland: „Gulliver's Travels”
- 2013 – Festivalul Internațional de Piese Plăcute și Neplăcute, Łódź, Polonia: „Călătoriile lui Gulliver”
- 2016 – Festivalul de Dramaturgie Contemporană, Brașov, România: „Orb de mină”
- 2016 – ComedyFest, Cluj-Napoca, România: „Orb de mină”
- 2016 – Festivalul Madách International Theatre Meeting, Budapesta, Ungaria: „Călătoriile lui Gulliver”
- 2017 – Festivalul Madách International Theatre Meeting – MITEM, Ungaria, Budapesta: „Faust”
- 2017 – Reuniunea Teatrelor Nationale din Chișinau, Republica Moldova: „Oidip”
- 2017 – Festivalul Internațional de Teatru „Miturile Cetății”, Constanța, România: „Metamorfoze”
- 2018 – Festivalul Internațional de Teatru „Ariel InterFest”, Râmnicu Vâlcea, România: „Călătoriile lui Gulliver”
- 2018 – Festivalul Internațional de Teatru „Miturile Cetății”, Constanța, România: „Metamorfoze”
- 2018 – Reuniunea Teatrelor Naționale Chișinău, Republica Moldova: „D'ale carnavalului”
- 2018 – Wuzhen Theatre Festival, China: „Așteptându-l pe Godot”
- 2018 – China Shanghai International Arts Festival, Shanghai, China: „Oidip”
- 2018 – Festivalul Național de Teatru, București, România: „Povestea prințesei deocheate”
- 2019 – Festivalul Internațional de Teatru „Miturile Cetății”, Constanța, România: „Așteptându-l pe Godot”

## În turnee
- 1993 – Tramway Theatre, Glasgow – Scoția : „Decameron 645"
- 1996 – Grande Halle de la Villette, Paris – Franța: „Danaidele”
- 1996 – Ostia Antica – Italia: „Danaidele”
- 1996 – Birmingham – Anglia: „Danaidele”
- 1997 – Recklingshaus – Germania: „Danaidele”
- 2003 – Cluj, Sibiu, București, Craiova, Timișoara – (România), Budapesta – Ungaria: „Cumnata lui Pantagruel”
- 2004 – Bayone, Seine-sur-Mer, Chatillon – Franța: „Cumnata lui Pantagruel”
- 2009 – Esch-sur-Alzette – Luxemburg: „Lulu”
- 2010 – Kiev – Ucraina: „Viața cu un idiot”
- 2011 – Tour et Taxis – Bruxelles: „Faust”
- 2011 – Esch-sur-Alzette – Luxemburg: „Cumnata lui Pantagruel”
- 2012 – Maribor – Slovenia: „Faust”
- 2013 – Tokyo – Japonia: „Lulu”
- 2013 – Tbilisi – Georgia: „Călătoriile lui Gulliver”
- 2015 – Chișinău – Republica Moldova: „Așteptându-l pe Godot”
- 2015 – Tokyo – Japonia: „Călătoriile lui Gulliver” și „Oidip”
- 2015 – Matsumoto – Japonia: „Oidip”
- 2015 – Gdansk – Polonia: „Oidip”
- 2016 – Beijing – China: „Oidip”
- 2016 – Esch – Luxemburg: „Călătoriile lui Gulliver”
- 2017 – Esch – Luxemburg: „Metamorfoze”

## Premii
- Mențiune la Ediția I a Festivalului de Interpretare a Poeziei „Lucian Blaga”, Sebeș-Alba.
- Premiul pentru cel mai bun actor – Stagiunea 1995-1996, acordat de Direcția Județeană pentru Cultură Vâlcea.

## Funcții
- 1996-1998, Director Adjunct al teatrului „Anton Pann” Rm. Vâlcea
- 1995 până în 2011 – membru al staff-ului FITS
- 2000 până în 2010 – Directorul Bursei de Spectacole Sibiu
- 2011 – Administratorul Bursei de Spectacole Sibiu
- 2008 – asistent director, Festivalul Internațional de Teatru de la Sibiu
- 2009 – asistent director, Festivalul Internațional de Teatru de la Sibiu
- 2010 – asistent director, Festivalul Internațional de Teatru de la Sibiu
- 2011 – asistent director, Festivalul Internațional de Teatru de la Sibiu
- 2018 până în prezent – directorul Festivalului Internațional de Teatru Ariel InterFest de la Râmnicu Vâlcea